# Estreito de Apolima

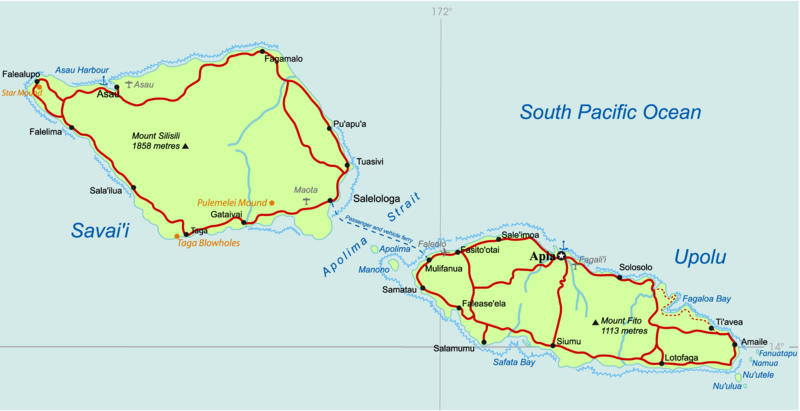
Estreito de Apolima

O Estreito de Apolima separa as duas principais ilhas de Samoa, Savai'i, a noroeste, e Upolu a sudeste. Há três pequenas ilhas no estreito: Manono, Apolima e a pequena e desabitada Nu'ulopa.